# ورزشگاه ایا صوفیه
ورزشگاه ایا صوفیه (یونانی: Γήπεδο Αγιά Σοφιά) یک ورزشگاه در یونان است که در نئافیلادلفیا واقع شده‌است.